# Abchaska Autonomiczna Socjalistyczna Republika Radziecka

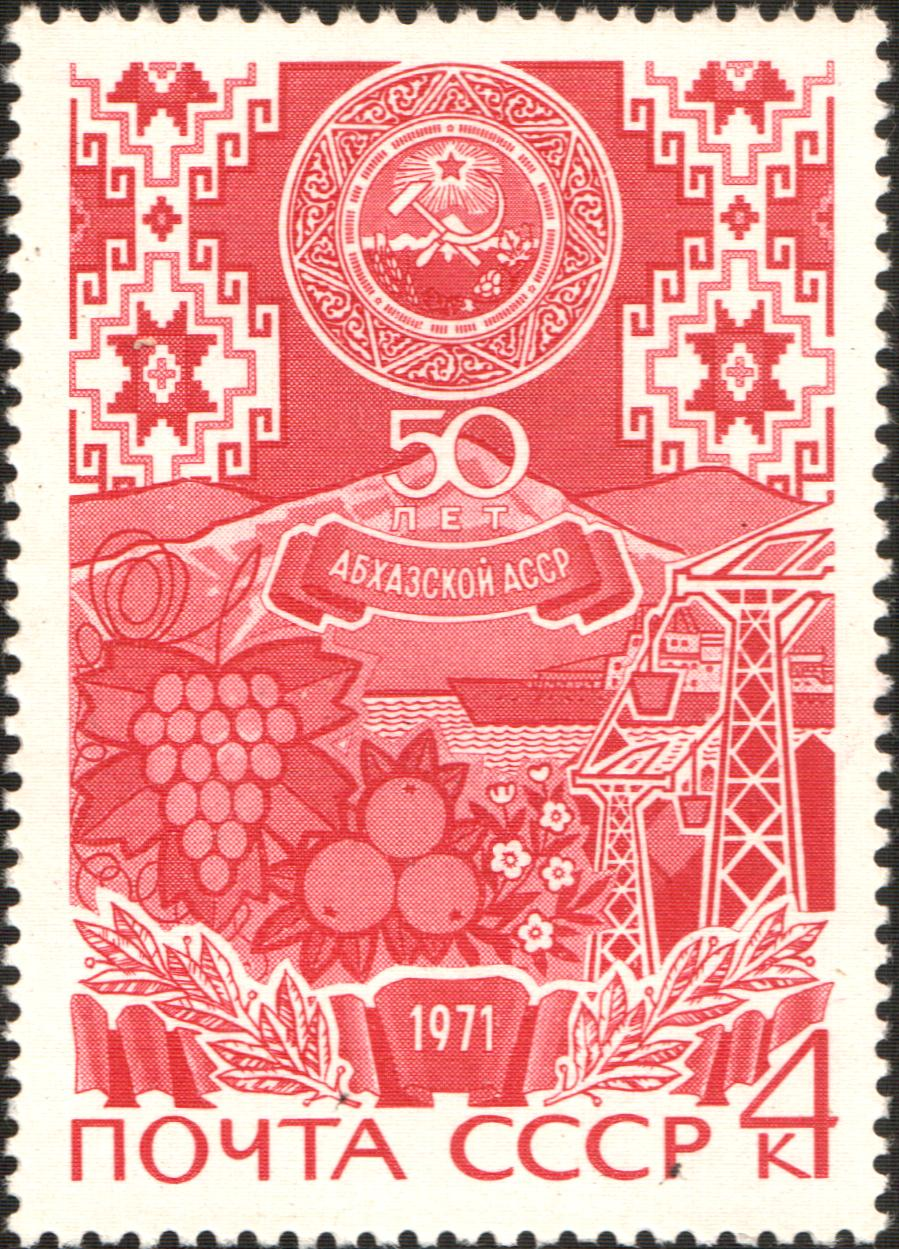
znaczek pocztowy upamiętniający 50. rocznicę autonomii Abchazji

Abchaska Autonomiczna Socjalistyczna Republika Radziecka, Abchaska ASRR – republika autonomiczna w Związku Radzieckim, wchodząca w skład Gruzińskiej Socjalistycznej Republiki Radzieckiej. 

## Historia
Abchaska ASRR została utworzona 19 lutego 1931 r. w wyniku zmiany statusu Abchaskiej Socjalistycznej Republiki Radzieckiej, którą na mocy decyzji Stalina włączono do Gruzińskiej SRR. Szefem abchaskiej partii bolszewickiej od 1922 do 1936 był Nestor Łakoba. Także do 1936 roku, wraz z całą Gruzińską SRR, wchodziła w skład Zakaukaskiej Federacyjnej Socjalistycznej Republiki Radzieckiej. 
Abchaska ASRR została zlikwidowana na początku lat 90. na fali zmian związanych z rozpadem ZSRR. W tym okresie deklaracje niepodległości składały wszystkie republiki związkowe ZSRR, a także liczne republiki autonomiczne. Te ostatnie jednak ostatecznie pozostawały częściami składowymi poszczególnych krajów, gdyż Konstytucja ZSRR nie pozwalała im na secesję (jedynym wyjątkiem była Czeczeńsko-Inguska ASRR, która po proklamowaniu niepodległości podzieliła się na Czeczenię i Inguszetię i jeden z dwóch powstałych w wyniku tego podziału organizmów państwowych – Czeczenia przez kilka lat utrzymywał niepodległość). 
Na fali deklaracji suwerenności w trakcie upadku Związku Radzieckiego, po proklamowaniu 9 kwietnia 1991 przez Gruzję niepodległości, Abchaska ASRR pozostała w składzie Gruzji, jednak status Abchazji w ramach niepodległego państwa gruzińskiego nie został uregulowany. Żądania Abchazów dużej autonomii spotkały się z kategorycznym sprzeciwem Tbilisi, które upierało się przy państwie unitarnym. Napięcie między Abchazami a abchaskimi Gruzinami starał się łagodzić pierwszy gruziński prezydent Zwiad Gamsachurdia. Jego obalenie w wyniku zamachu stanu w Tbilisi przekreśliło szanse na pokojowe rozwiązanie konfliktu. 
Na początku 1992 przybyły z Moskwy Eduard Szewardnadze nie potrafił zapanować nad politykami, chcącymi militarnie rozwiązać "problem abchaski". 
W związku z tym abchaska Rada Najwyższa uchwaliła przywrócenie konstytucji z 1925. Abchazja była wówczas republiką związkową, zatem teraz miałaby prawo do własnego państwa. Decyzja ta, podjęta 23 lipca 1992, została uznana za proklamację niepodległości. 
W sierpniu 1992 roku, Tengiz Kitowani, minister obrony Gruzji (będący jednym z członków triumwiratu który przejął władzę w Gruzji) wprowadził do Abchazji gruzińską Gwardię Narodową. Pretekstem było ściganie zwolenników obalonego prezydenta Zwiada Gamsachurdii i ochrona linii kolejowej łączącej Gruzję z Rosją. Wejście zbrojne Gruzinów do Abchazji spowodowało wybuch regularnych walk, które przeistoczyły się w dwuletnią krwawą wojnę, w której obie strony dopuściły się zbrodni wojennych.
W 1993 roku wojna zakończyła się militarną klęską Gruzji, co oznaczało utratę kontroli nad zbuntowaną prowincją i faktyczne uniezależnienie się Abchazji. Proklamowała w 1992 roku niezależność od Gruzji została zatem utrzymana; kraj ten istnieje do dziś, spełnia wszystkie kryteria bycia państwem, aczkolwiek jest oficjalnie uznawany tylko przez Rosję i Nikaraguę.
 Informacje n.t. położenia, gospodarki, historii, ludności itd. Abchaskiej Autonomicznej Socjalistycznej Republiki Radzieckiej znajdują się w: artykule poświęconym Abchazji